# Moscha exigualis
Moscha exigualis är en fjärilsart som beskrevs av Swinhoe 1890. Moscha exigualis ingår i släktet Moscha och familjen nattflyn. Inga underarter finns listade i Catalogue of Life.